# Halle aux viandes de Haarlem
La Halle aux viandes (en néerl. Vleeshal) est un édifice historique sis sur la Grand’Place de Haarlem, érigé à l’usage des bouchers de la ville au début du XVIIe siècle, dans un style Renaissance néerlandaise exubérant, selon des plans fournis par l’architecte municipal d’origine flamande Lieven de Key. Le bâtiment remplit son office d’origine jusqu’au XIXe siècle, eut ensuite diverses fonctions, avant d’être aménagé, peu après la Seconde Guerre mondiale, en lieu d’exposition dépendant du musée Frans Hals.

## Historique
Depuis 1386 se trouvait non loin du bâtiment actuel, à l’angle des rues Spekstraat et Warmoesstraat, une halle aux viandes où les bouchers venaient vendre leur marchandise (c’est pourquoi, du reste, la Warmoesstraat s’est longtemps appelée Vleeshouwersstraat, litt. rue des Bouchers). La raison d’être d’un tel établissement réside dans la possibilité ainsi créée de vendre la viande en un endroit centralisé, ce qui permettait aux citoyens d’avoir un plus large éventail de choix et facilitait la tâche des contrôleurs sanitaires de la municipalité.
Cependant, par suite de la rapide croissance de la population haarlémoise, cette première halle aux viandes était devenue trop exiguë. La municipalité fut donc amenée à permettre, à partir de 1592, l’installation de 26 échoppes de boucher devant le bâtiment, à l’extérieur, mais la viande tendait à s’avarier dehors plus rapidement. La construction d’un nouvel édifice fut donc décidée, et en octobre 1601, l’on fit à cet effet l’acquisition de plusieurs immeubles sur la Grand’Place. Lieven de Key, l’architecte municipal attitré, chargé par le conseil communal de dessiner les plans du nouvel édifice, conçut alors deux projets qu’il présenta simultanément ; c’est sur le plus somptueux et le plus cher des deux que se porta le choix de la municipalité. La première pierre en fut posée par les soins de Jan de Wael et Pieter et Weijntgen Kies, enfants de bourgmestres haarlémois, le 6 juin 1602.
Lorsque fin 1604, les bouchers prirent leurs quartiers dans le bâtiment, ce fut en l’absence de festivités officielles, les bouchers manifestant leur mécontentement devant le haut loyer dont ils eurent à s’acquitter pour occuper un emplacement dans ce prestigieux endroit ; en effet, dans la halle neuve, il en coûtait aux bouchers 30 florins de location par an, contre 6 florins dans l’ancien établissement. Finalement, le prix fut fixé en 1619 à 16 florins. Une stricte réglementation régissait le fonctionnement de la halle ; ainsi était-il interdit d’y abattre des animaux, de s’y promener, d’y amener, sous peine d’amende, des chiens, ou de s’y adonner à quelque jeu que ce soit (toupie, cerceau ou billes).
La Halle aux viandes fit office de débit de produits de boucherie jusqu’au XIXe siècle. Par la suite, elle servit de dépôt à l’usage, tour à tour, d’une garnison cantonnée à Haarlem (de 1840 à 1885), des archives nationales des Pays-Bas, de la bibliothèque municipale de Haarlem, et, pendant la Deuxième Guerre mondiale, du bureau de rationnement. Après la guerre, bourgmestre et adjoints disposèrent que le bâtiment devait être aménagé en lieu d’exposition, rôle qu’il a continué de jouer jusqu’à aujourd’hui. À l’heure actuelle, il abrite, de même que la Verweyhal qui le jouxte, le musée De Hallen.
Le musée Frans Hals organise dans les deux étages du bâtiment des expositions temporaires d’art contemporain, et l’entresol héberge le musée d’archéologie.

## Description

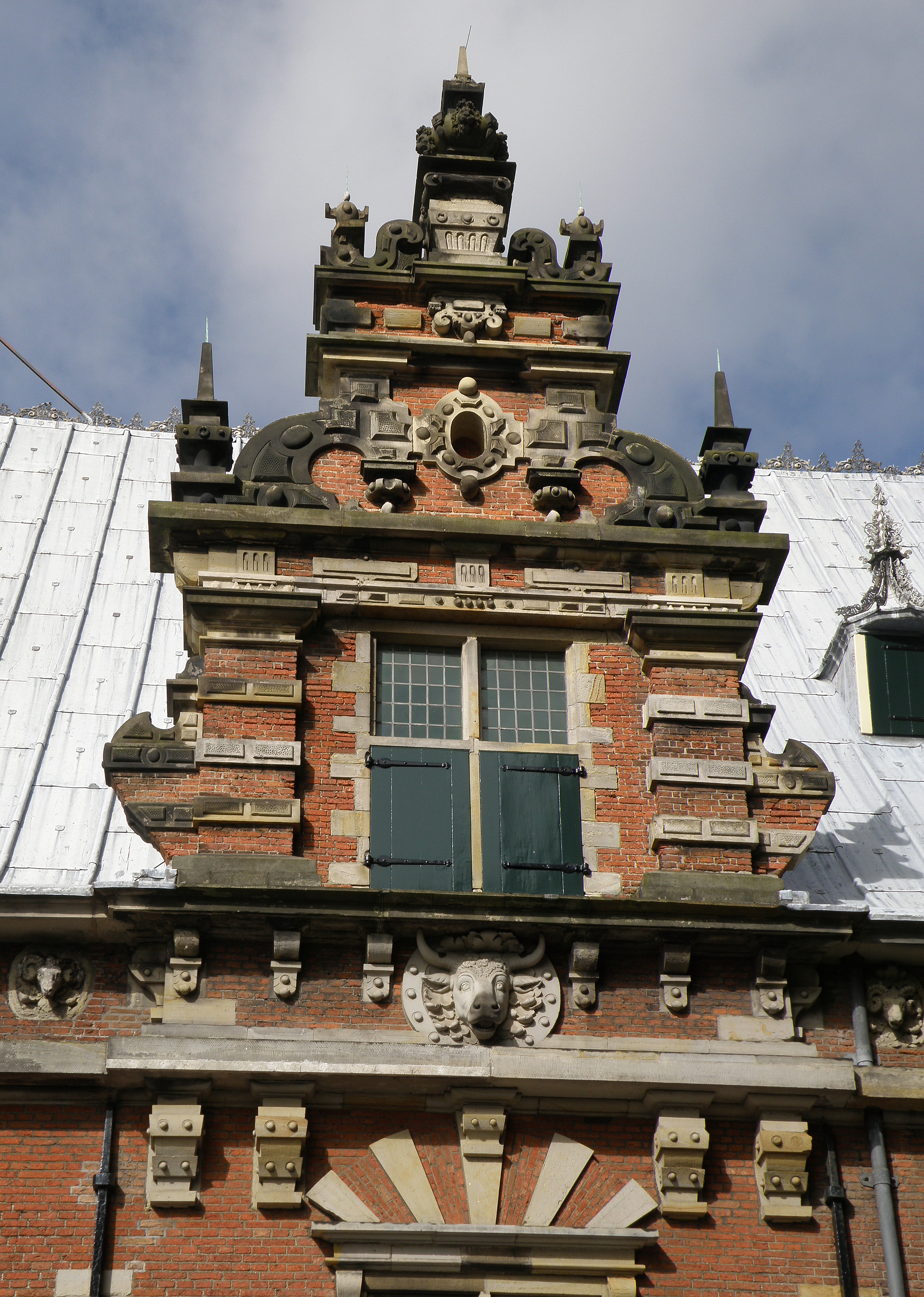
Lucarne de la façade gouttereau latérale.

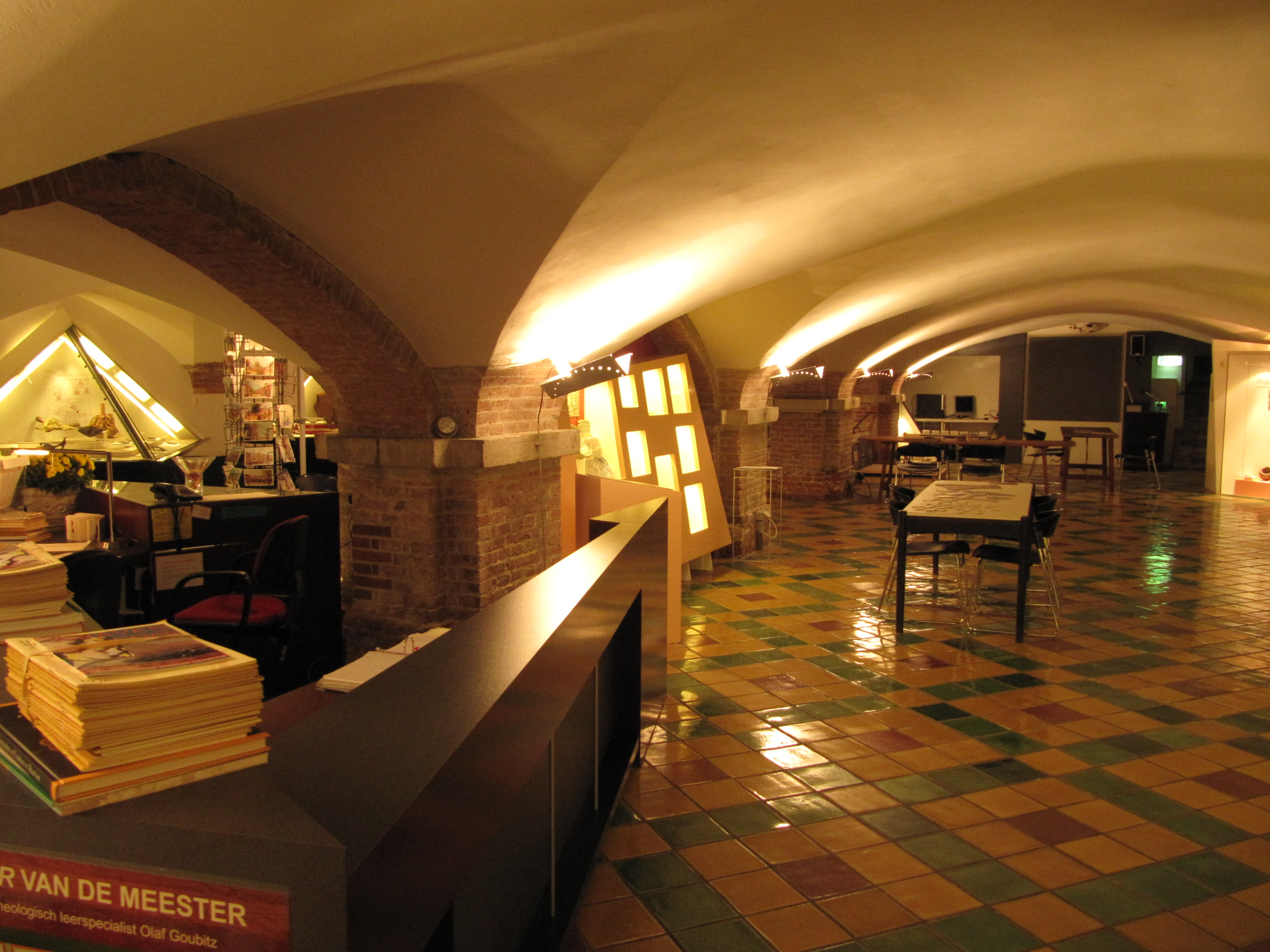
Salle voûtée de l'entresol.

Le Vleeshal constitue un caractéristique et foisonnant exemple d’architecture Renaissance hollandaise, en ce sens qu’en l’espèce fut superposée sur une ordonnance générale gothique une profuse ornementation de type Renaissance, comprenant pilastres, bossages, colonnes de l’ordre toscan (à l’intérieur), pignons chantournés (en particulier au-dessus des entrées de l’entresol) et obélisques – éléments pour lesquels les gravures de Hans Vredeman de Vries servirent de modèle. 
L’édifice, couvert d’un toit en bâtière, comporte trois façades, deux façades pignon, dont l’une, abondamment ornementée, tournée au nord sur la Grand’Place, et un mur gouttereau de sept travées le long de la rue Lepelstraat. Ces façades jouent sur le contraste entre pierre de taille blanche d’une part, abondamment utilisée pour les chambranles, bandeaux, moulures, chaînages etc., et brique rouge d’autre part. La pléthore décorative concerne surtout les rampants des pignons, en particulier de la façade nord, mais plus encore les pignons des lucarnes et les couvrements des portes conduisant à l’entresol. Les façades pignon ont des pignons à redents ; la façade sur la Grand’Place, dont quelques-uns des gradins sont parés d’obélisques, est armoriée aux armes de Haarlem dans sa partie supérieure. Trois des travées de la façade gouttereau sont surmontées de lucarnes dotées, comme indiqué ci-haut, de pignons à la décoration luxurante. La frise est agrémentée de têtes de bœuf et de mouton taillées dans la pierre, rappelant la destination originelle du bâtiment. Des épis de faîtage ornent la toiture et les lucarnes.
À l’intérieur, l’on trouve au rez-de-chaussée une grande halle couverte d’une enfilade de voûtes de pierres lisses, dont les piliers occupent l’axe médian.
La halle aux viandes de Haarlem servit de modèle d’inspiration à l’architecte Robert W. Gibson pour la conception de la West End Collegiate Church de Manhattan, une des églises appartenant à la communauté protestante réformée néerlandaise de New York.